# Sarahmée
Sarahmée Ouellet dite Sarahmée, née en 1988 à Dakar, est une rappeuse, chanteuse et musicienne sénégalo-canadienne originaire du Québec. Elle s'est fait connaître du public avec son single T'as pas cru, qui a été présélectionné pour le Prix de la chanson SOCAN 2019.

## Biographie
Sarahmée Ouellet a écrit sa première chanson à 17 ans. Sœur de l'auteur-compositeur-interprète Karim Ouellet, elle sort les EP Retox en 2011 et Sans détour en 2013 avant de faire paraître son premier album Légitime en 2015. Elle enchaîne avec Irréversible en 2019, et est nommée au Prix Félix pour Révélation de l'année au Gala de l'ADISQ en 2019. La vidéo de son single Bun Dem, réalisé par Caraz, a été nommée aux prix Juno pour la vidéo de l'année aux Juno Awards de 2020.
De 2021 à 2022, aux côtés des rappeurs Koriass et Souldia, Sarahmée est juge des deux saisons de l'émission La Fin des Faibles, sur la chaine Télé-Québec, une adaptation québécoise de la série américaine End of the Weak.
En 2021, Sarahmée sort son troisième album intitulé Poupée Russe et entame une tournée de spectacle. Elle est nommée à l'Adisq dans la catégorie album Hip Hop de l'année ainsi que chanson de l'année avec son single Le Coeur a ses Raisons.
En 2022, Sarahmée est récipiendaire du Prix visibilité lesbienne remis à l'occasion du 40ᵉ anniversaire de la Journée de visibilité lesbienne au Québec le 23 avril 2022.
En juillet 2022, en collaboration avec la dessinatrice Niti Marcelle Mueth, Sarahmée lance Ma peau, une adaptation de sa chanson en livre jeunesse illustré.
En 2023, elle s'est rendue dans divers pays pour rencontrer des femmes afin d'évaluer leurs conditions dans la série Elles, diffusée sur TV5.
En novembre 2023, elle tient la barre de la 18ᵉ édition du Premier Gala de l'ADISQ.